# Dickson Prize in Science
Der Dickson Prize in Science ist ein US-amerikanischer Wissenschaftspreis, der 1969 von Joseph Z. Dickson, einem Arzt aus Pittsburgh, und dessen Frau Agnes Fischer Dickson gestiftet wurde. Er wird seit 1970 jährlich von der Carnegie Mellon University an diejenige Person verliehen, die in diesem Jahr den „größten Fortschritt auf dem Gebiet der Wissenschaft“ gebracht hat. Ausgezeichnet werden Leistungen in Naturwissenschaften, Ingenieurwesen, Informatik und Mathematik. Dabei darf der Preis nicht ausschließlich an einen Absolventen oder Mitarbeiter der Carnegie Mellon University verliehen werden; der Schwerpunkt der ausgezeichneten Wissenschaftsleistung soll in den Vereinigten Staaten erbracht worden sein.
Ebenfalls von Dickson und seiner Frau wurde der Dickson Prize in Medicine gestiftet, der allerdings von der University of Pittsburgh vergeben wird.
Acht der 51 Preisträger (Stand 2024) erhielten später einen Nobelpreis für Physiologie oder Medizin, Nobelpreis für Physik oder einen Nobelpreis für Chemie.

## Preisträger
Quelle: 
- 1970 Richard Bellman (Mathematik)
- 1971 George E. Palade (Nobelpreis für Physiologie oder Medizin 1974), Keith R. Porter (Zellbiologie)
- 1972 Francis VerSnyder (Metallurgie)
- 1973 Elias J. Corey (Nobelpreis für Chemie 1990) (Organische Chemie)
- 1974 David H. Geiger (Bauingenieurwesen)
- 1977 John H. Sinfelt (Chemieingenieurwesen)
- 1978 Seymour Benzer (Genetik und Molekularbiologie)
- 1980 John W. Cahn (Metallurgie)
- 1982 Harden M. McConnell (Magnetresonanz)
- 1983–1984 Edward Fredkin (Informatik)
- 1985 Norman Davidson (Genetik, Biologie und Chemie)
- 1986 Benjamin Widom (Chemieingenieurwesen, Physik und Chemie)
- 1987 Mitchell Feigenbaum (Physik)
- 1988 Joan A. Steitz (Molekulare Biophysik und Biochemie)
- 1989 Richard E. Dickerson (Molekularbiologie)
- 1990 F. Sherwood Rowland (Nobelpreis für Chemie 1995) (Kohlenstoff der Atmosphäre)
- 1991 David Botstein (Genetik)
- 1992 Paul C. Lauterbur (Nobelpreis für Physiologie oder Medizin 2003) (Magnetresonanztomographie)
- 1993 Vera Rubin (Astrophysik)
- 1994 Raymond Kurzweil (Künstliche Intelligenz)
- 1995 Leland H. Hartwell (Nobelpreis für Physiologie oder Medizin 2001) (Zellbiologie)
- 1996 John P. Hirth (Strukturdefekte bei Phasentransformation)
- 1997 Walter Alvarez (Stratigraphie und Erdgeschichte)
- 1998 Peter Shor (Quantenrechnen)
- 1999 Howard Raiffa (Entscheidungstheorie)
- 2000 Alexander Pines (Chemie)
- 2001 Carver Mead (Mikroelektronik und Ingenieurwesen)
- 2002 Robert Langer (Chemie- und Biomediziningenieurwesen)
- 2003 Marc W. Kirschner (Zellbiologie)
- 2004 George M. Whitesides (Werkstoffchemie)
- 2005 David Haussler (Computational learning theory und Bioinformatik)
- 2006 Jared M. Diamond (Geographie, Ökologie, Evolutionsbiologie)
- 2007 Jean J. M. Fréchet (Organische Chemie und Chemieingenieurwesen)
- 2008 Richard M. Karp (Elektroingenieurwesen und Informatik)
- 2009 Saul Perlmutter (Nobelpreis für Physik 2011) (Physik)
- 2010 David A. Tirrell (Chemie)
- 2011 Marvin L. Cohen (Physik)
- 2012 François M. M. Morel (Geowissenschaften)
- 2013 Karl Deisseroth (Optogenetik)
- 2014 Joseph M. DeSimone (Pharmakologie)
- 2015 Judea Pearl (Informatik)
- 2016 Chad A. Mirkin (Nanotechnologie)
- 2017 Jennifer A. Doudna (Nobelpreis für Chemie 2020) (Gentechnik)
- 2018 Emery N. Brown (Neurowissenschaften)
- 2019 Geraldine Richmond (Chemie)
- 2020 Lucy Shapiro (Biologie)
- 2021 Geoffrey Hinton (Nobelpreis für Physik 2024) (Informatik)
- 2022 Richard Aslin (Entwicklungspsychologie)
- 2023 Jennifer Lippincott-Schwartz (Zellbiologie)
- 2024 Gilda A. Barabino (Bioingenieurwesen)